# Пристанское (Омская область)
Пристанское — село в Таврическом районе Омской области. Административный центр Пристанского сельского поселения.

## История
Основано в 1924 году. В 1928 году хутор Романтеев состоял из 16 хозяйства, основное население — русские. В составе Изылбашского сельсовета Ачаирского района Омского округа Сибирского края. В 1961 году указом Президиума Верховного Совета РСФСР село Романтеево переименовано в Пристанское.

## Население
| 1926 | 2010  |
| ---- | ----- |
| 168  | ↗1747 |